# Puruhá

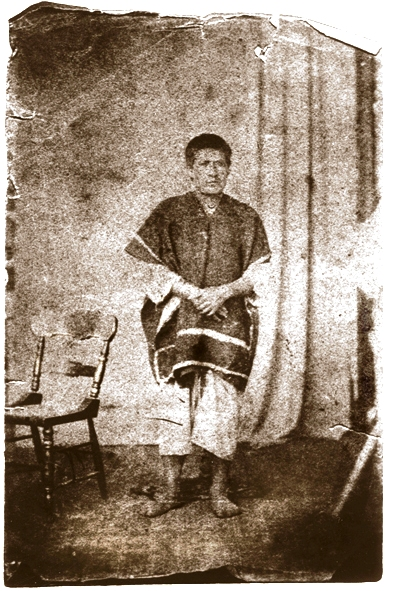
Gravura do século XIX, Puruhá, Fernando Daquilema

Os Puruhá são um povo indígena do Equador. Sua área tradicional inclui grande parte da Província de Chimborazo e partes da Província de Bolívar.

## História
No início do período eles viveram em uma dura terra, mas conseguiram tratá-la para cultivo, criação de porcos da guiné, e ser parte do comércio Inca. No século XVI, sua população pode ter alcançado 155.000, mas a população diminuiu devido à doença. No século XVIII, o idioma Puruhá desapareceu com o povo adotando a língua quíchua. Curiosamente essa mudança solidificou-se bem depois do fim do comando do Império Inca com a Igreja Católica local preferindo quíchua. Isso causou uma redução em qualquer carácter distintivo eles tinham dos Quíchuas.
Isso evidencia que os Quíchuas e o Puruhá após o século XVIII, ainda expressaram sua insatisfação com seus governantes ao longo do tempo. Em 1871 Província de Chimborazo viu uma rebelião dos povos indígenas, que incluía muitos Puruhá e foi liderado por Fernando Daquilema, sobre a tributação do trabalho. A Riobamba Cantão foi a principal área de luta. A rebelião fez com que os brancos e mestiços fossem expulsos de Punín. Apesar dos sucessos iniciais, eles fracassaram. Muitos dos Puruhá receberam anistia no governo de Gabriel García Moreno, mas alguns líderes, incluindo Daquilema, foram executados. Os efeitos da rebelião podem também ter sido limitados, mas ganharam uma posição lendária na história província.

## Religião
A religião tradicional incluía jambiri (curandeiros) e deuses ligados às montanhas. Aos deuses eram dadas ofertas envolvendo o tabaco e rum, como em outras religiões tradiconais Andinas em geral.
Sobre a conversão ao Catolicismo, muitos deles transferiram algumas dessas idéias em sua nova fé, embora por vezes também lamentando que os "brancos" agora, tinha mais poder. Na década de 1960, o Evangelicalismo começou a aumentar entre as pessoas e, em muitas áreas dos Puruhá, tornou-se dominante. Isso é visto, pelo menos em parte, como sendo causado pela abstemia dos missionários. No passado, esse aspecto de missionários Evangélicos tinha sido desagradável, mas um aumento comercial no preço do álcool, e acidentes relacionados com o álcool, é possível de ter feito a abstemia atraente nos anos 1960. A absoluta rejeição de álcool foi também associada a um sentido de melhoria para os Puruhá como um povo. Além disso, missionários Evangélicos também podem ter ganhado popularidade por ter uma ênfase geral sobre uma vida saudável.